# ألبرت فون كيلر
ألبرت فون كيلر (بالألمانية: Albert von Keller)‏ هو رسام سويسري، ولد في 27 أبريل 1844 في Gais ‏ في سويسرا، وتوفي في 14 يوليو 1920 في ميونخ في ألمانيا.

## معرض صور

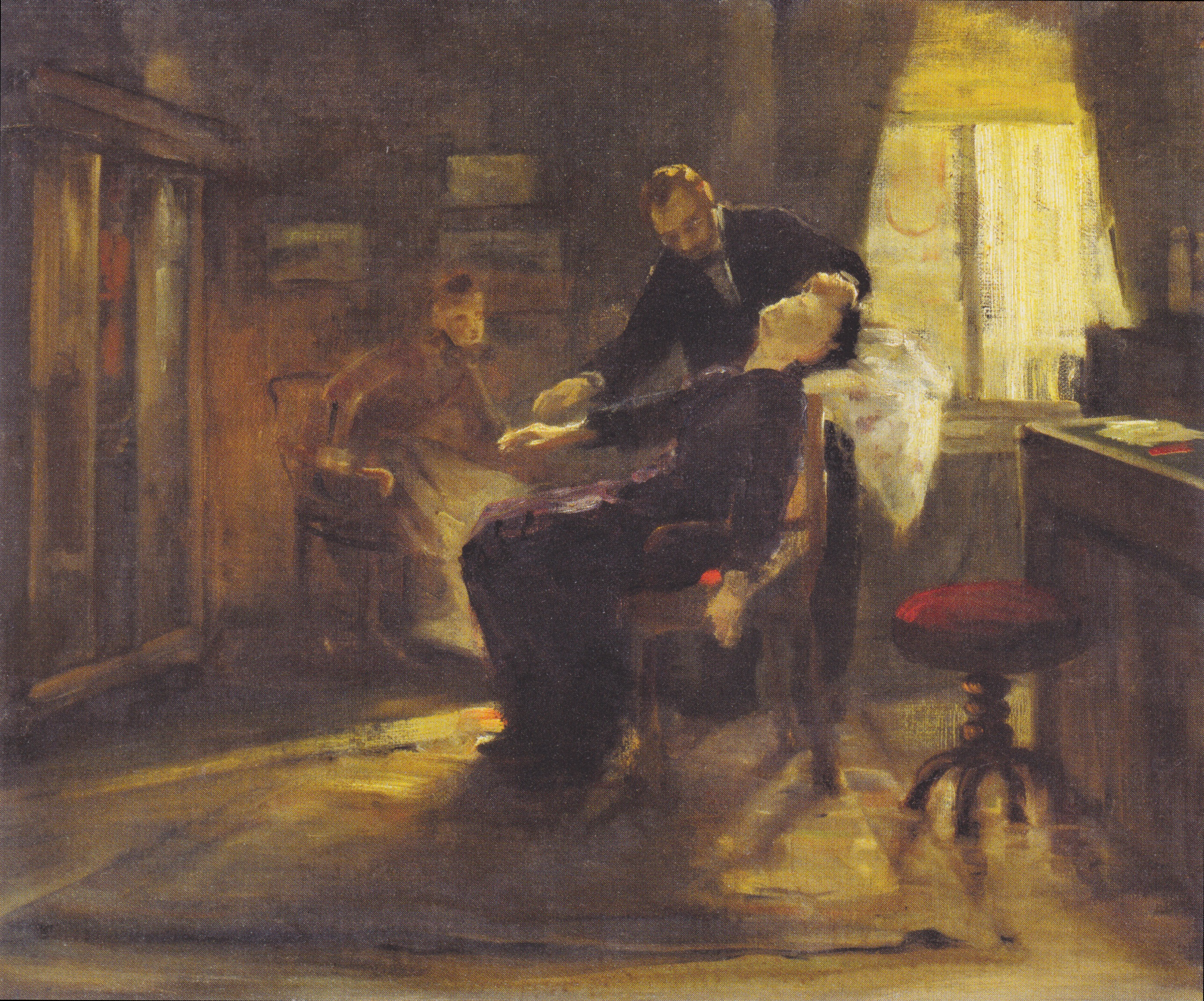
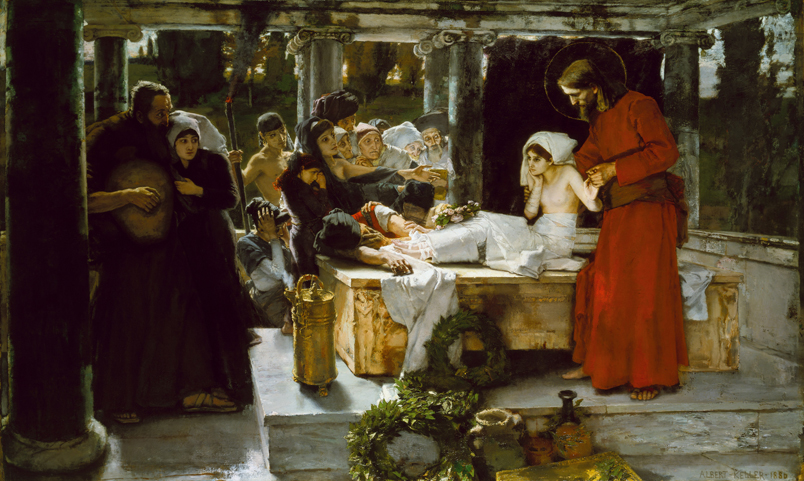
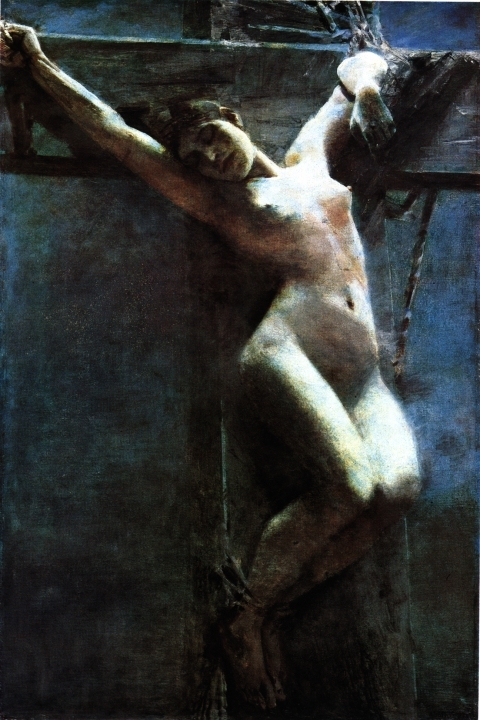
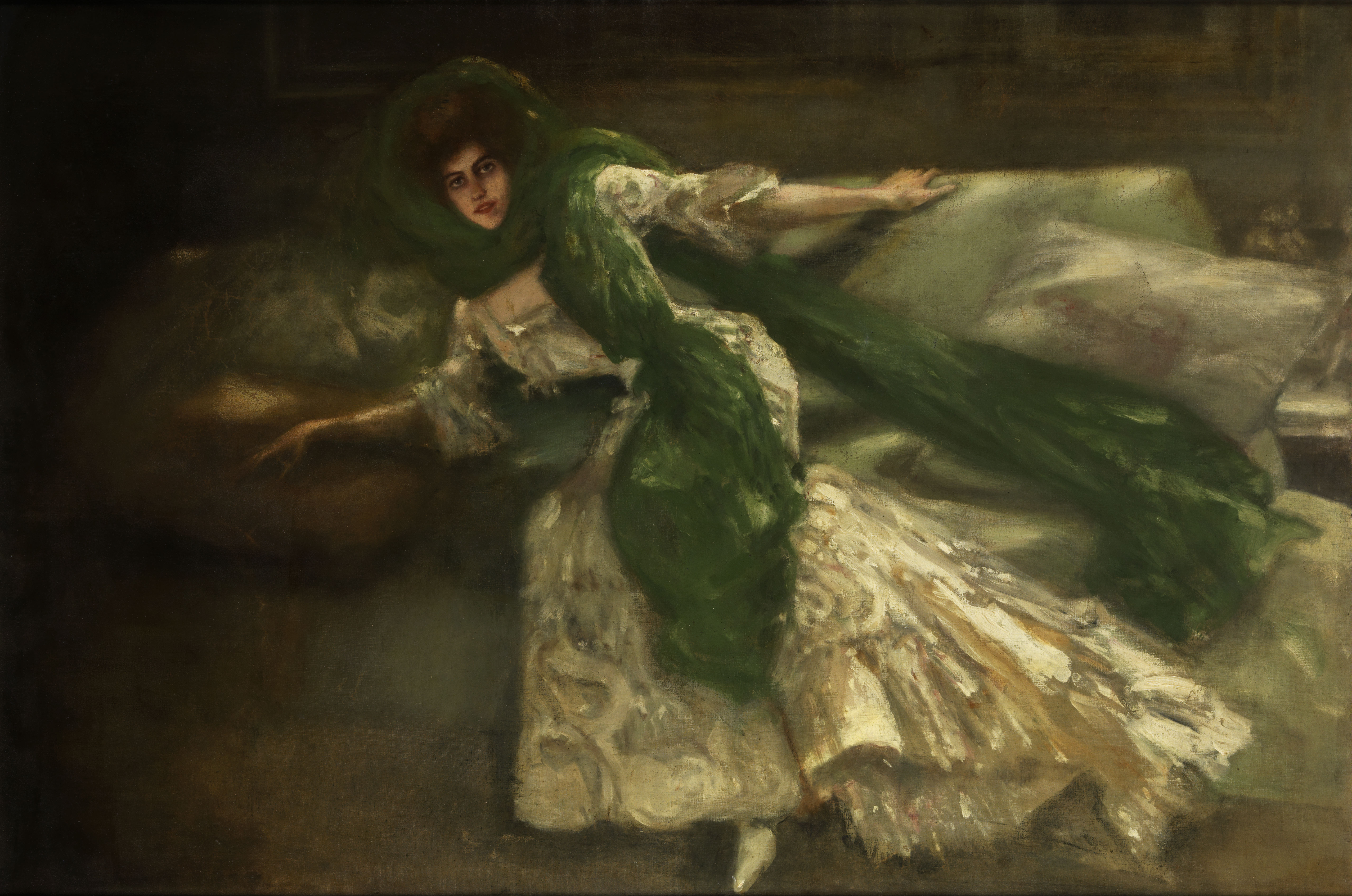
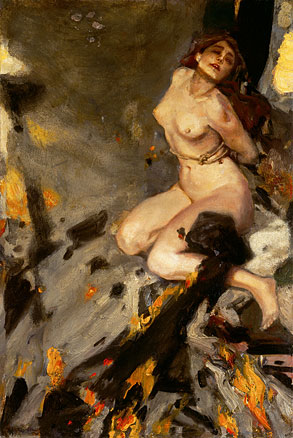